# カローラ・アンディング
カローラ・アンディング（Carola Anding、1960年12月29日 - ）は、東ドイツ、ズール県Struth-Helmershof出身の元クロスカントリースキー選手。1980年代に国際大会で活躍した。

## プロフィール
1980年レークプラシッドオリンピックではマーリス・ロストック、フェロニカ・シュミット、バーバラ・ペッツォルトと組んだ4x5kmリレーで金メダルを獲得。
1982年ノルディックスキー世界選手権でもペトラ・セルター、フェロニカ・シュミット、バーバラ・ペッツォルトとともに4x5kmリレーで銅メダルを獲得した。